# アレグロ (ACIDMANの曲)
「アレグロ」（Allegro）は、日本のロックバンドACIDMANの2枚目のシングル。2002年9月4日発売。

## 概要
- 前作「造花が笑う」に続く、プレ・デビューシングル第2弾。300円で販売された。
- CDのイラストは暗い水面。
- エンハンスド仕様で「アレグロ short clip」「Count Down 創」「Gate To Official Home Page」を収録。

## 収録曲
1. アレグロ (4:10)
メジャーデビューアルバム『創』に収録。
2. scene of 創 #2 (2:22)
アルバムダイジェスト
『創』収録の「at」、「香路」、「spaced out」が数十秒ずつダイジェストで演奏される。

作詞：オオキノブオ、作曲：ACIDMAN

## 収録アルバム
- 創 (#1)
- ACIDMAN THE BEST (#1)